# Lychnodiscus
Lychnodiscus ist eine Pflanzengattung aus der Familie der Seifenbaumgewächse (Sapindaceae). Sie umfasst sieben Arten Bäume und Sträucher, die mehrheitlich in West- und Zentralafrika verbreitet sind.

## Merkmale
Die Arten der Gattung Lychnodiscus sind kleine oder mittelgroße Bäume, in allen jungen Teilen rostrot filzig behaart. Die Blätter sind gefiedert, die einzelnen Blättchen, deren mittlere ein wenig größer sind als die äußeren, sind ganzrandig oder häufig zumindest im oberen Abschnitt gezähnt.
Der Blütenstand ist eine achselbürtige oder endständige rispige Thyrsus und blüht aufeinander folgend männlich, weiblich und am Ende wieder männlich. Die eingeschlechtigen Blüten stehen in Gruppen, die von Tragblättern umgeben sind. Die fünf klappig stehenden Kelchblätter sind am Ansatz verwachsen und auf der äußeren Seite dicht behaart. Die fünf genagelten Kronblätter verbreitern sich zum äußeren Ende hin, sind zurückgebogen und an der Spitze behaart.
Der haarlose Diskus ist kreisförmig, der äußere Teil flach und gelappt, der innere ein herausgehobener Rand, an ein Tasse-Untertasse-Set erinnernd. Die 10 bis 13 Staubfäden sind in der Knospe eingefaltet, kahl oder behaart, die länglichen Staubbeutel sind dorsal fixiert. Der Fruchtknoten ist dreifächrig, der Griffel ungeteilt, die Frucht eine sich dreiklappig öffnende, verkehrt-eiförmige bis elliptische Kapsel, außen haarig, innen unbehaart. Die drei Samen sind im Querschnitt dreieckig und fast vollständig von einem wachsartigen Arillus bedeckt.

## Verbreitungsgebiet
Die Gattung reicht von Guinea aus über das südliche West-Afrika bis Kamerun, nach Süden dann über Äquatorialguinea bis in die DR Kongo. Im Osten endet das Areal in Uganda und Tansania.

## Systematik
Lychnodiscus wurde 1878 durch den Münchner Botaniker Ludwig Radlkofer erstbeschrieben, die Typusart ist Lychnodiscus reticulatus. Die Gattung umfasst sieben Arten:
- Lychnodiscus brevibracteatus Fouilloy: Kamerun bis Gabun.[3]
- Lychnodiscus cerospermus Radlk.: Uganda bis Demokratische Republik Kongo.[3]
- Lychnodiscus dananensis Aubrév. & Pellegr. : Tropisches Westafrika bis Tschad.[3]
- Lychnodiscus grandifolius Radlk.: Kamerun bis Gabun.[3]
- Lychnodiscus multinervis Radlk.: Demokratische Republik Kongo.[3]
- Lychnodiscus papillosus Radlk. ex Engl.: Kongo.[3]
- Lychnodiscus reticulatus Radlk.: Elfenbeinküste, Ghana, Kongo, Zentralafrikanische Republik, Nigeria.[3]